# Дело и отдых
«Де́ло и о́тдых» — детский журнал, выходивший в Санкт-Петербурге ежемесячно с 1864 по 1866 год. Не следует путать с одноимённым журналом выходившим с 1901 года в городе Москве под редакцией Н. Л. Казецкого.

## История
Детский журнал «Дело и отдых» выходил в Санкт-Петербурге ежемесячно с подзаголовком «Чтение для мальчиков и девочек всех сословий».
Издавала и редактировала журнал русская писательница и переводчица Е. Н. Ахматова.
Журнал «Дело и отдых» поставлял легкое занимательное чтение. Помещались исторические повести, биографии ученых, писателей, художников и исторических деятелей, статьи о мире животных и растений, приключенческая и религиозно-моралистическая беллетристика и сценки для домашнего театра.
В журнале принимали участие П. А. Кулиш, А. Н. Майков, А. Е. Разин, М. С. Хотинский и другие.